# Religionspädagogisches Institut
Ein Religionspädagogisches Institut ist eine Lehranstalt zur Ausbildung von Lehrpersonen für den Religionsunterricht.
Andere Bezeichnungen: Religionspädagogisches Zentrum, Pädagogisch-Theologisches Zentrum, Pädagogisch-Theologisches Institut, Amt für Religionspädagogik, Religionspädagogische Arbeitsstelle, Pädagogisch-Theologische Arbeitsstelle, Theologisch-Pädagogisches Institut.

## Deutschland
Viele Landeskirchen in Deutschland unterhalten Religionspädagogische Institute unter verschiedenen Namen zur religionspädagogischen Aus-, Fort- und Weiterbildung von Lehrern und Priestern, besonders in Hinblick auf den Religionsunterricht. 

## Österreich
In Österreich waren bis 2007 die Religionspädagogischen Institute (RPI) für die Fort- und Weiterbildung von Religionslehrern zuständig. Für die Ausbildung von Religionslehrern gab es eigene Religionspädagogische Akademien (RPA). Seit 2007/08 werden in Österreich die meisten ehemaligen RPI's und RPA's im Rahmen von Pädagogische Hochschulen geführt. Ergänzend bzw. für Wissenschaft und Forschungsprojekte gibt es ebenfalls Religionspädagogische Institute an Hochschulen.

## Schweiz
In der Schweiz gibt es seit dem 1. August 2004 ein Religionspädagogisches Institut (RPI). Es ist ein Teil der Theologischen Fakultät an der Universität Luzern und löste das 1964 gegründete Katechetische Institut Luzern (KIL) ab.